# Clephydroneura promboonae
Clephydroneura promboonae is een vliegensoort uit de familie van de roofvliegen (Asilidae). De wetenschappelijke naam van de soort is voor het eerst geldig gepubliceerd in 2003 door Tomosovic & Grootaert.